# Přebor Jihomoravského kraje 2018/2019
V soubojích 59. ročníku Přeboru Jihomoravského kraje 2018/19 (jedna ze skupin 5. fotbalové ligy) se utkalo 16 týmů každý s každým dvoukolovým systémem podzim–jaro. Tento ročník začal v pátek 10. srpna 2018 úvodním zápasem předehraného 2. kola (FC Moravský Krumlov – FC Svratka Brno 3:3) a skončil v sobotu 15. června 2019 zbývajícími dvěma zápasy odloženého 16. kola.

## Nové týmy v sezoně 2018/19
- Z Divize D 2017/18 sestoupilo do Jihomoravského krajského přeboru mužstvo AFK Tišnov.
- Ze skupin I. A třídy Jihomoravského kraje 2017/18 postoupila mužstva TJ Start Brno (vítěz skupiny A), SK Krumvíř (vítěz skupiny B)  a FC Kuřim (2. místo ve skupině A).

## Nejlepší střelec
Nejlepšími střelci ročníku se stali Radim Záruba z SK Moravská Slavia Brno a Ondřej Přichystal z FC Sparta Brno, oba vstřelili 29 branek (Záruba ve 20 startech, Přichystal ve 30).

## Konečná tabulka
Zdroj: 
| Poř. | Tým                     | Z  | V  | R | P  | VG | OG  | B  |
| ---- | ----------------------- | -- | -- | - | -- | -- | --- | -- |
| 1.   | TJ Start Brno (N)       | 30 | 21 | 4 | 5  | 91 | 33  | 67 |
| 2.   | SK Olympia Ráječko      | 30 | 17 | 4 | 9  | 80 | 49  | 55 |
| 3.   | FK Mutěnice             | 30 | 16 | 7 | 7  | 69 | 35  | 55 |
| 4.   | FK SK Bosonohy          | 30 | 16 | 7 | 7  | 57 | 37  | 55 |
| 5.   | TJ Tatran Bohunice      | 30 | 16 | 7 | 7  | 79 | 48  | 55 |
| 6.   | FC Sparta Brno          | 30 | 16 | 6 | 8  | 93 | 45  | 54 |
| 7.   | FC Boskovice            | 30 | 15 | 6 | 9  | 64 | 57  | 51 |
| 8.   | TJ Tatran Rousínov      | 30 | 15 | 4 | 11 | 69 | 46  | 49 |
| 9.   | SK Moravská Slavia Brno | 30 | 15 | 4 | 11 | 63 | 58  | 49 |
| 10.  | SK Krumvíř (N)          | 30 | 13 | 4 | 13 | 55 | 58  | 43 |
| 11.  | FC Ivančice             | 30 | 12 | 4 | 14 | 61 | 57  | 40 |
| 12.  | FC Svratka Brno         | 30 | 10 | 4 | 16 | 60 | 75  | 34 |
| 13.  | FC Kuřim (N)            | 30 | 9  | 4 | 17 | 53 | 65  | 31 |
| 14.  | FC Moravský Krumlov     | 30 | 6  | 4 | 20 | 34 | 88  | 22 |
| 15.  | AFK Tišnov (S)          | 30 | 4  | 3 | 23 | 33 | 110 | 15 |
| 16.  | SK Vojkovice            | 30 | 1  | 4 | 25 | 38 | 138 | 7  |

Poznámky:
- Z – Odehrané zápasy; V – Vítězství; R – Remízy; P – Prohry; VG – Vstřelené góly; OG – Obdržené góly; B – Body; (S) – Mužstvo sestoupivší z vyšší soutěže; (N) – Mužstvo postoupivší z nižší soutěže (nováček)
- O pořadí na 2. až 5. místě rozhodla minitabulka vzájemných zápasů (Ráječko 10 bodů a rozdíl skóre +3, Mutěnice 10 bodů a rozdíl skóre +2, Bosonohy 9 bodů, Bohunice 4 body).[1]
- O pořadí na 8. a 9. místě rozhodla bilance vzájemných zápasů: Moravská Slavia – Rousínov 0:4, Rousínov – Moravská Slavia 1:3[1]

|  | Postup do Divize D 2019/20                                |
|  | Sestup do I. A třídy Jihomoravského kraje – sk. A 2019/20 |